# Язаки България
„Язаки България“ ЕООД е българско предприятие за електрически инсталации за автомобили със седалище в Ямбол, подразделение на японската компания „Язаки“.
„Язаки България“ е създадено през 2006 година, когато открива първия си завод в Ямбол, а през следващите години са изградени нови производствени мощности в Сливен и при село Крепост (между Димитровград и Хасково). През 2016 година предприятието има обем на продажбите около 274 милиона лева, предимно инсталации за автомобилите „Форд Транзит“, „Рено Меган“ и „Рено Сеник“, продавани на подразделенията на „Язаки“ в Турция, Франция и Словакия. С 4918 служители по това време, предприятието е сред най-големите частни работодатели в страната.